# L'Isle-en-Dodon
L'Isle-en-Dodon là một xã thuộc tỉnh Haute-Garonne trong vùng Occitanie tây nam nước Pháp
L'Isle-en-Dodon nằm ở bên sông Save.